# Lê Minh Chuẩn
Lê Minh Chuẩn (sinh ngày 2 tháng 4 năm 1965) là một doanh nhân và chính trị gia người Việt Nam. Ông hiện là Chủ tịch Hội đồng thành viên Tập đoàn Công nghiệp Than - Khoáng sản Việt Nam, Ủy viên Ủy ban Kinh tế của Quốc hội, đại biểu Quốc hội Việt Nam khóa XIV nhiệm kì 2016-2021, thuộc đoàn đại biểu Quốc hội tỉnh Quảng Ninh. Ông lần đầu trúng cử đại biểu Quốc hội năm 2016 ở đơn vị bầu cử số 1, tỉnh Quảng Ninh gồm có thành phố Hạ Long, thành phố Cẩm Phả và huyện Hoành Bồ.

## Xuất thân
Lê Minh Chuẩn quê quán ở xã Thụy Dân, huyện Thái Thụy, tỉnh Thái Bình.
Ông hiện cư trú ở Nhà 5, lô 4D, Trung Yên 10A, phường Yên Hòa, quận Cầu Giấy, thành phố Hà Nội.

## Giáo dục
- Giáo dục phổ thông: 12/12
- Kỹ sư khai thác mỏ hầm lò
- Cử nhân Luật
- Cao cấp lí luận chính trị

## Sự nghiệp
Ông gia nhập Đảng Cộng sản Việt Nam vào ngày 6/9/1993.
Khi lần đầu ứng cử đại biểu Quốc hội Việt Nam khóa XIV vào tháng 5 năm 2016 ông đang là Bí thư Đảng ủy, Chủ
tịch Hội đồng thành viên Tập đoàn Công nghiệp Than - Khoáng sản Việt Nam; Ủy viên Ban chấp hành Đảng ủy Khối doanh nghiệp Trung ương; Phó Chủ tịch Hội Khoa học và Công nghệ mỏ Việt Nam, làm việc ở Tập đoàn Công nghiệp Than - Khoáng sản Việt Nam, có bằng cao cấp lí luận chính trị.
Ông đã trúng cử đại biểu Quốc hội năm 2016 ở đơn vị bầu cử số 1, tỉnh Quảng Ninh gồm có thành phố Hạ Long, thành phố Cẩm Phả và huyện Hoành Bồ, được 274.310 phiếu, đạt tỷ lệ 77,60% số phiếu hợp lệ. Năm 2021, Lê Minh Chuẩn tiếp tục trúng cử đại biểu quốc hội khóa XV.
Ông từng là Bí thư Đảng ủy, Chủ tịch Hội đồng thành viên Tập đoàn Công nghiệp Than - Khoáng sản Việt Nam; Ủy viên Ban chấp hành Đảng bộ Khối doanh nghiệp Trung ương; Phó Chủ tịch Hội Khoa học và Công nghệ mỏ Việt Nam, Ủy viên Ủy ban Kinh tế của Quốc hội.
Ông đang làm việc ở Tập đoàn Công nghiệp Than-Khoáng sản Việt Nam.
Ngày 15 tháng 11 năm 2022, Phó thủ tướng Lê Minh Khái quyết định thi hành kỷ luật cảnh cáo đối với ông Lê Minh Chuẩn do đã có những vi phạm, khuyết điểm trong công tác. Ông Lê Minh Chuẩn sau đó xin từ chức Chủ tịch Hội đồng thành viên Tập đoàn Công nghiệp Than - Khoáng sản Việt Nam và được đồng ý theo quyết định có hiệu lực từ ngày 30.12.2022. Ngày 5 tháng 1 năm 2023, Quốc hội đã biểu quyết thông qua Nghị quyết cho thôi làm nhiệm vụ đại biểu Quốc hội khoá XV đối với ông Lê Minh Chuẩn.